# Steamroller Blues
"Steamroller Blues" ("El blues de la aplanadora") es un disco sencillo de Elvis Presley editado por la compañía RCA en 1973 como anticipo del álbum de su recital televisivo vía satélite Aloha from Hawaii en 1973. "Steamroller Blues" estuvo secundado en su cara B por el tema "Fool". El sencillo llegó al puesto # 17 del Billboard Hot 100 a la vez que ingresó a varias otras listas más y vendió oportunamente más de 400.000 copias a nivel local. 

## Grabación
La idea de los directivos de RCA era que el sencillo sirviera como un disco promocional del futuro trabajo a presentarse, que era el álbum del concierto vía satélite. Steamroller Blues era una canción compuesta por el músico James Taylor, a la que Elvis ya había recurrido durante las presentaciones estivales en el hotel Hilton de Las Vegas en 1972. 
La versión de Elvis para el disco sencillo, efectivamente provendría del show televisado del recital Aloha from Hawaii del 14 de enero de 1973 en el Honolulu Internacional Center. En la interpretación de la misma, destacan tanto la calidad y sensibilidad de la voz de Elvis que va creciente profundidad e intensidad, como su banda de apoyo, en especial el solo de guitarra de James Burton que divide el tema en dos partes y que refuerzan el efecto de impacto de éste. 
Por otra parte Elvis había ya grabado el 28 de marzo de 1972 en el estudio C de Hollywood, California, la canción "Fool" que trata de un desamor, un tema que comenzaba a ser recurrente en esas fechas en Elvis, debido a su ruptura con su exesposa Priscilla, que lo llevaría a partir de allí a interpretar canciones íntimamente relacionadas con las separaciones de pareja, en concordancia con su propio estado anímico, 

## Músicos
- Elvis Presley - voz
- James Burton - guitarra eléctrica líder
- John Wilkinson - guitarra rítmica
- Charlie Hodge - guitarra acústica y coros
- Jerry Scheff - bajo
- Glen D. Hardin - piano
- Ronnie Tutt - batería
- Kathy Westmoreland, - coro soprano
- J. D. Summer & The Stamps - coros
- The Sweet Inspirations - coros
- Joe Gercio y su orquesta [2]

## Portada
El disco sencillo tuvo como portada una maquinaria aplanadora antigua que databa de principios del siglo XX.  En ediciones posteriores donde el tema "Fool" pasó a ser la cara A como promoción del siguiente álbum titulado "Elvis" y luego popularmente rebautizado como "Elvis Fool" (1973 album)" la portada del sencillo en esas nuevas ediciones pasó a ser la misma que las del álbum en cuestión, con una imagen de Elvis en el concierto de Aloha from Hawaii sujetando el micrófono con ambas manos.

## Listas
| Listas (1973)     | Posición alcanzada |
| ----------------- | ------------------ |
| Australia Goset   | 16                 |
| Billboard Hot 100 | 17                 |
| Record World      | 16                 |
| US Radio 139      | 17                 |

## Ventas
Al haber vendido el tema en su momento más de 400.000 copias pero no llegar a la cifra de 500.000 necesarias para ser certificado como disco de oro, el sencillo "Steamroller Blues" / "Fool" es uno de los tantos trabajos de Elvis que quedaron fuera de los conteos de ventas de discos en formato físico por parte de la RIAA, cuyos parámetros de medición han sido objetados por parte de la Elvis Presley Enterprise ya que perjudican al relevamiento de las cifras reales de ventas discográficas de Elvis.